# Liste der Naturdenkmale in Rorodt
Die Liste der Naturdenkmale in Rorodt nennt die im Gemeindegebiet von Rorodt ausgewiesenen Naturdenkmale (Stand 18. März 2024).

## Naturdenkmale
| Nr.         | Bezeichnung | Lage                                                        | Beschreibung | Bild                                    |
| ----------- | ----------- | ----------------------------------------------------------- | ------------ | --------------------------------------- |
| ND-7231-470 | Eiche       | nordwestlich des Ortes; Abteilung Der unterste Hofberg Lage | Quercus sp.  | Direkt Bild zu diesem Denkmal hochladen |
| ND-7231-471 | Eiche       | östlich des Ortes; Flur Auf dem Stich Lage                  | Quercus sp.  | Direkt Bild zu diesem Denkmal hochladen |